# Singly na prvním místě v roce 1990 (USA)
Jedničky hitparády Hot 100 za rok 1990 podle časopisu Billboard.
| Datum vydání | Skladba                                      | Interpret                      |
| 6. leden     | Another Day in Paradise                      | Phil Collins                   |
| 13. leden    | Another Day in Paradise                      | Phil Collins                   |
| 20. leden    | How Am I Supposed to Live Without You        | Michael Bolton                 |
| 27. leden    | How Am I Supposed to Live Without You        | Michael Bolton                 |
| 3. únor      | How Am I Supposed to Live Without You        | Michael Bolton                 |
| 10. únor     | Opposites Attract                            | Paula Abdul a The Wild Pair    |
| 17. únor     | Opposites Attract                            | Paula Abdul with The Wild Pair |
| 24. únor     | Opposites Attract                            | Paula Abdul with The Wild Pair |
| 3. březen    | Escapade                                     | Janet Jacksonová               |
| 10. březen   | Escapade                                     | Janet Jacksonová               |
| 17. březen   | Escapade                                     | Janet Jacksonová               |
| 24. březen   | Black Velvet                                 | Alannah Myles                  |
| 31. březen   | Black Velvet                                 | Alannah Myles                  |
| 7. duben     | Love Will Lead You Back                      | Taylor Dayne                   |
| 14. duben    | I'll Be Your Everything                      | Tommy Page                     |
| 21. duben    | Nothing Compares 2 U                         | Sinéad O'Connor                |
| 28. duben    | Nothing Compares 2 U                         | Sinead O'Connor                |
| 5. květen    | Nothing Compares 2 U                         | Sinead O'Connor                |
| 12. květen   | Nothing Compares 2 U                         | Sinead O'Connor                |
| 19. květen   | Vogue                                        | Madonna                        |
| 26. květen   | Vogue                                        | Madonna                        |
| 2. červen    | Vogue                                        | Madonna                        |
| 9. červen    | Hold On                                      | Wilson Phillips                |
| 16. červen   | It Must Have Been Love                       | Roxette                        |
| 23. červen   | It Must Have Been Love                       | Roxette                        |
| 30. červen   | Step by Step                                 | New Kids on the Block          |
| 7. červenec  | Step by Step                                 | New Kids on the Block          |
| 14. červenec | Step by Step                                 | New Kids on the Block          |
| 21. červenec | She Ain't Worth It                           | Glenn Medeiros a Bobby Brown   |
| 28. červenec | She Ain't Worth It                           | Glenn Medeiros and Bobby Brown |
| 4. srpen     | Vision of Love                               | Mariah Carey                   |
| 11. srpen    | Vision of Love                               | Mariah Carey                   |
| 18. srpen    | Vision of Love                               | Mariah Carey                   |
| 25. srpen    | Vision of Love                               | Mariah Carey                   |
| 1. září      | If Wishes Came True                          | Sweet Sensation                |
| 8. září      | Blaze of Glory                               | Jon Bon Jovi                   |
| 15. září     | Release Me                                   | Wilson Phillips                |
| 22. září     | Release Me                                   | Wilson Phillips                |
| 29. září     | (Can't Live Without Your) Love and Affection | Nelson                         |
| 6. říjen     | Close to You                                 | Maxi Priest                    |
| 13. říjen    | Praying For Time                             | George Michael                 |
| 20. říjen    | I Don't Have the Heart                       | James Ingram                   |
| 27. říjen    | Black Cat                                    | Janet Jacksonová               |
| 3. listopad  | Ice Ice Baby                                 | Vanilla Ice                    |
| 10. listopad | Love Takes Time                              | Mariah Carey                   |
| 17. listopad | Love Takes Time                              | Mariah Carey                   |
| 24. listopad | Love Takes Time                              | Mariah Carey                   |
| 1. prosinec  | I'm Your Baby Tonight                        | Whitney Houston                |
| 8. prosinec  | Because I Love You (The Postman Song)        | Stevie B                       |
| 15. prosinec | Because I Love You (The Postman Song)        | Stevie B                       |
| 22. prosinec | Because I Love You (The Postman Song)        | Stevie B                       |
| 29. prosinec | Because I Love You (The Postman Song)        | Stevie B                       |